# クイズ・キングにまかせろ!
『クイズ・キングにまかせろ!』とは、1970年1月10日から同年3月28日までフジテレビ系列局で放送されていたフジテレビ製作のクイズ番組である。フランスベッドの一社提供。放送時間は毎週土曜 19:00 - 19:30（日本標準時）。

## 概要
火曜 21:00 - 21:30で放送されていた『エスカレーションクイズ「対決!1対10」』を前身とする番組で、引き続き土居まさるが司会を務めていた。『エスカレーションクイズ』はフランスベッドと他社による複数社提供だったが、本番組へのリニューアルとともにフランスベッドの一社提供へ移行した。
当時のクイズ番組には優勝賞金や賞品の総額に上限が無かったこともあり、海外旅行や乗用車といった高額の賞品が賭けられて社会問題となっていた。この番組も「東京用賀の1室1000万円に相当する3LDKのマンション」をトップ賞の賞品にして「マンションクイズ」の異名を取っていたが、これが公正取引委員会（公取委）から「射幸心を煽る」との指摘を受けるもとになった。そして製作局のフジテレビとスポンサーのフランスベッドが共に公取委から厳重注意を受け、やがて番組は打ち切られた。これをきっかけに公取委と日本民間放送連盟（民放連）は「1人が1回の懸賞（クイズ番組・歌合戦番組・ゲーム番組・新聞、雑誌、商品等のいわゆるオープン懸賞）で得られる賞金・賞品の総額は100万円まで」という規制を設け、以後1996年に上限額が1000万円に緩和され、2006年に撤廃されるまでこの規制は36年間続けられた（詳しくはクイズ番組#視聴者参加型全盛期とクイズ番組の賞金上限の制限を参照）。
この当時、CXは平日19時30分-19時45分に『3000万円クイズ』というのも生放送されていたが、これも上記の理由で打ち切り対象とされた。
番組はその後、『SOSドキドキクイズ』と題してリニューアルした。こちらも同じくフランスベッドの一社提供で、引き続き土居が司会を務めていたが、賞品よりもルールと演出の面白さで魅せることに重点を置いていた。

## ネット局
特記の無い限り全て放送時間は土曜 19:00 - 19:30、同時ネット。
- フジテレビ（制作局）
- 札幌テレビ：土曜 13:30 - 14:00（1970年1月17日 - 4月4日）[6]
- 秋田テレビ[7]
- 山形テレビ[8]
- 仙台放送：土曜 13:30 - 14:00[9]
- 福島中央テレビ（1970年2月 - 3月のサービス期間に放送）[10]
- 富山テレビ[11]
- 石川テレビ[11]
- 長野放送[12]
- テレビ静岡[13]

- 東海テレビ[14]
- 関西テレビ[15]
- テレビしまね[16]
- 岡山放送[17]
- 広島テレビ：月曜 18:00 - 18:30[17]
- テレビ愛媛[18]
- テレビ西日本[19]
- サガテレビ[20]
- テレビ熊本[19]
- 沖縄テレビ[21]